# Nettogewinnabführung
Die Nettogewinnabführung (NGA) war in der DDR eine Abführung der Betriebe an den Staatshaushalt.
Die Nettogewinnabführung wurde für die Betriebe und Kombinate in individueller Höhe festgelegt. Von der Wirkung war sie am ehesten mit der Körperschaftsteuer vergleichbar. Da die NGA individuell festgelegt wurde, wurde sie zur Steuerung der Eigenmittel der Betriebe und Kombinate genutzt. Der nach der Nettogewinnabführung verbleibende Teil des Nettogewinns wurde den betrieblichen Fonds zugeführt (Thesaurierung). Reichte der Nettogewinn der Betriebe für die geplanten Fondszuführungen nicht aus, erhielten die Betriebe in der Regel eine Fondsstützung. In ausgewählten Betrieben galt ab 1987 die Regelung, dass von Überplangewinnen 50 % NGA zu zahlen war und die andere Hälfte im Betrieb verblieb.
Die Nettogewinnabführung war zuletzt in mehreren Finanzierungsrichtlinien geregelt. Für die volkseigene Landwirtschaft galten besondere Bestimmungen.
Die Einnahmen des Staatshaushaltes aus der NGA betrugen 1988 43,5 Mrd. Mark der DDR. Mit der Einführung der Währungs-, Wirtschafts- und Sozialunion zum 1. Juli 1990 wurde die Nettogewinnabführung aufgehoben.